# Антоније Алексић
Антоније Анта Алексић (Панчево,  Аустријско царство, 9. мај 1844 — Београд, 12. новембар 1893)  српски је хидролог, војни географ, публициста и инжењерски официр.   Био је редовни   члан Српског ученог друштва (Одбора за науке јестаственичке и математичарске) од 17. фебруара 1874.  године и почасни  члан Српске краљевске академије од 15. новембра 1892. Радио је доста на хидрологији долинеМораве и Мачве.

## Живот
Рођен је  у Панчеву,  Аустријско царство,  1844.године. Школовао се у Аустрији, која је имала богато искуство у борби против поплава и успешном претварању мочварног земљишта у обрадиве површине. По завршеном школовању Алексић је настојао да своје знање стечено у Аустроугарском царству примени и у Србији, прво на примеру реке Мораве, а потом и Мачве.

## Дело
Као војни географ и картограф, направио је план околине Београда на основу сопствених снимака (1865-1866) које је начинио у размери 1:50.000.
Такође је измерио и снимио долину реке Мораве,  од Багрдана до Крушевца и направио план у размери 1:200.000.
Један од његових првих радова о картографском развоју садржи расправу под називом Грађа за картографију и географију Србије, која је објавњана 1883. године у Годишњица Николе Чупића.
Био је први хидролог у Србији,  који је после бављења сливом Мораве, 1879. године, у средиште свог интересовања ставио Мачву и током наредне деценије живота објавио већи број научних и публицистичких радова на ту тему.  Алексић је у свом делу Мачва, дао посебан поглед на поплавне прилике са географском картом, из 1891.године, уз који је сачинио и прву Хидрографску карту Мачве, за мелиорацију и хидротехничке сврхе. Мапа приказује вијугаве речне токове, меандре, мирне воде, мочваре и дренаже терене Мачве.
Као и први и српски хидролози, проучавао је воде у марту, смештене дуж панонских река, Дунава, Саве и Тисе.
Антоније Алексић је својим радом дао значајан и изузетан допринос развоју хидрологије у Србији заједно са осталима који су му претходили, посебно са Јованом Стефановићем Виловским и Давидом Пешићем.